# Wikipedia tiếng Albani
Wikipedia tiếng Albani là một phiên bản Wikipedia, một bách khoa toàn thư mở.